# Squalus chloroculus
 Squalus chloroculus   — вид рода колючих акул семейства катрановых акул отряда катранообразных. Обитает в восточной части Индийского океана и юго-западной части Тихого океана. Встречается на глубине до 1360 м. Максимальный зарегистрированный размер 85,6 см. Не представляет интереса для коммерческого рыболовства.

## Таксономия
Впервые научно вид описан в 2007 году. Голотип представляет собой взрослого самца длиной 75,3 см, пойманного в 1998 году у берегов Портленда, Виктория (38° ю.ш. и 141° в.д.). Паратипы: самки длиной 78,9—83,2 см и самцы длиной 68,5—73,3 см, пойманные в Большом Австралийском заливе на глубине 514—780 м; 4 эмбриона, полученные у берегов Тасмании на глубине 1340 м, а также взрослые самцы длиной 72,2—85,6 см, пойманный там же на глубине 468—550 м; взрослый самец длиной 76,2 см, пойманный у мыса Сорелл, Тасмания, на глубине 460 м; самка длиной 73,1 см, пойманная в водах Нового Южного Уэльса на глубине 400 м. Видовой эпитет происходит от слов греч. χλωρός — «зеленоватый», «буланый» и лат. oculus — «глаз».
Недавний пересмотр данных о катрановых акулах, обитающих в Индо-Тихоокеанской области привели к восстановлению видов Squalus montalbani (Филиппины, Индонезия, Австралия) и Squalus griffini  (Новая Зеландия) и описанию вида Squalus chloroculus . Ранее эти виды рассматривались конспецифичными с видом Squalus mitsukurii, который, как стало ясно из последних исследований, отсутствует в австрало-азиатских водах.

## Ареал
Squalus chloroculus  обитают в восточной части Индийского и юго-западной части Тихого океана у побережья Австралии. Эти акулы встречаются в верхней и средней части материкового склона на глубине от 216 до 1360 м.

## Описание
Максимальный зарегистрированный размер составляет 85,6 см. Рыло широкое и треугольное. Тело довольно плотное. Глаза довольно крупные, отливают зелёным цветом. Позади глаз имеются брызгальца. У основания спинных плавников имеются длинные шипы. Второй спинной плавник меньше первого. Анальный плавник отсутствует. Хвостовой плавник асимметричный, выемка у края более длинной верхней лопасти отсутствует. Грудные плавники довольно широкие. Их каудальные края слегка вогнуты. Количество позвонков осевого скелета составляет от 111 до 115.

## Биология
Самцы и самки достигают половой зрелости при длине 68,5 см и 83,2 см соответственно.

## Взаимодействие с человеком
Вид не представляет интереса для коммерческого промысла. Улов акул этого вида в районе Сиднея с 1976—1977 по 1996—1997 сократился с 44,8 кг/час до 1,2 кг/час. Международный союз охраны природы присвоил этому виду статус сохранности «Близкий к уязвимому положению».